# SAP MaxDB
SAP MaxDB ist ein Relationales Datenbankmanagementsystem (RDBMS) des Unternehmens SAP. Die Software ist aus der Adabas-D-Datenbank hervorgegangen, trug bis 2004 die Bezeichnung SAP DB. Der Hersteller klassifiziert das Produkt als Datenbank für Enterprise-Anwendungen innerhalb von großen Netzwerken mit hoher Last und großem Datenvolumen.

## Geschichte
Die Entwicklung der Datenbank begann ursprünglich 1977 an der TU Berlin als Forschungsprojekt mit deren Partner Nixdorf Computer AG unter Leitung von Rudolf Munz. Das Produkt erhielt zunächst den Namen VDN („Verteilte Datenbanksysteme Nixdorf“) und später RDS („Relationales Datenbanksystem“). 1981 bis 1989 übernahm Nixdorf Computer das System unter dem Namen REFLEX und DDB/4. 1989 wurde es unter dem Namen Entire SQL-DB Server vertrieben und in eine eigene Firma ausgegliedert, die SQL Datenbanksysteme GmbH.
1992 gingen die Rechte an die Software AG über, die das Datenbanksystem unter dem Namen Adabas D vertrieb. Seit 1994 ist es zertifiziert für die Datenhaltung der SAP ERP Software. 1997 wurde die Entwicklung und Vermarktung aufgespalten: SAP bot nun eine eigene Entwicklungslinie unter dem Namen SAP DB an, Adabas D wurde weiter unter diesem Namen angeboten.
Im Jahr 2003/2004 erhielt MySQL AB im Zuge eines Kooperationsvertrags mit der SAP AG Distributionsrechte an der SAP DB. Das Produkt an sich blieb aber Eigentum von SAP. Ab der Version 7.5 änderte sich der Name zunächst in MaxDB, dann in MaxDB by MySQL. Weiterentwicklung und Support innerhalb von SAP-Anwendungen wurden weiterhin von SAP geleistet. Die Kooperation endete im Oktober 2007. Ab Version 7.7 änderte sich der Name in SAP MaxDB.
Entwicklungs- und Wartungsaufgaben der von SAP angebotenen Versionen werden seit 1997 ausschließlich von SAP durchgeführt. Der kommerzielle Vertrieb für den Einsatz mit SAP-Anwendungen erfolgt ausschließlich durch SAP und SAP-Partner.

## Lizenz
Für den Betrieb von Nicht-SAP-Anwendungen stand MaxDB den Anwendern bis zur Version 7.6.00 wahlweise unter einer kommerziellen oder kostenlosen Community-Lizenz (quelloffen) zur Verfügung. Technisch unterschieden sich die beiden Varianten nicht. Der Unterschied bestand in den Supportvereinbarungen und Gewährleistungsverpflichtungen, die bei der kommerziellen Variante über die Community-Lizenz hinausgingen. SAP-MaxDB-Versionen größer als 7.6.00 sind von SAP nicht mehr unter einer Open-Source-Lizenz freigegeben, können aber im Kontext von Nicht-SAP-Anwendungen ebenfalls unter einer Community Lizenz betrieben werden. Für den Betrieb von SAP-Anwendungen mit SAP MaxDB gelten die Lizenz- und Vertragsregularien der SAP SE.
Für Projekte mit Nicht-GPL-lizenzierten Quelltexten kann die SAP DB der Versionen 7.2 bis einschließlich 7.4 verwendet werden. Diese steht unter der GPL/LGPL Lizenz.

## Umgebung
Der Datenbankserver kann unter Windows ab Windows 2000 und verschiedenen Unix-Systemen (Linux, AIX, HP-UX, Solaris u. a.) eingesetzt werden. Die Communityversion gibt es derzeit für Linux-, Windows-, AIX- und Solaris-Plattformen.
Mit Database Studio steht ein Administrationswerkzeug mit grafischer Benutzer-Oberfläche zur Verfügung. Es bietet die DB-Administration, Lade-/Entlademöglichkeiten und SQL-Abfragefunktionalität unter einem Dach und wird derzeit für Windows- und Linux-Systeme bereitgestellt. Die Software ist Java-basiert und eine auf der Eclipse-Plattform aufsetzende, integrierte Lösung. Es können damit die SAP MaxDB-Versionen ab 7.6 sowie die Version 7.5 mit kleineren Einschränkungen betrieben werden.
Als weitere Datenbank-Verwaltungswerkzeuge, insbesondere für die älteren MaxDB-Versionen, stehen Database Manager Gui (Administration von DB-Instanzen), SQL Studio (SQL-Zugriff auf die Datenbank), die Kommandozeilen-Tools dbmcli und sqlcli bereit. DBMGui und SQL Studio gibt es ausschließlich für Windows-Plattformen.
Diese Werkzeuge sind ebenfalls unter einer Community-Lizenz zum Download freigegeben.

## Merkmale
MaxDB bietet die folgenden Eigenschaften:
- 7 Tage × 24 Stunden - Verfügbarkeit: Es sind keine Serviceunterbrechungen (geplante Downtimes) zur Ausführung von Wartungsarbeiten (z. B. Sicherung, Konsistenzprüfung, Sammlung von Optimiererstatistiken) erforderlich.
- Datenbankgrößen im Terabyte-Bereich sind möglich
- Eignung für die in OLTP (z. B. SAP ERP) und OLAP vorkommenden Transaktionsvolumina
- Geringer Administrationsaufwand
- Schnittstellen: ODBC, JDBC, SQLDBC, Perl- und Python-Module
- Voraussetzung für SAP liveCache